# 저우추추
저우추추(중국어: 周楚楚;, 병음: Zhōu Chǔchǔ, 1986년 11월 15일 ~ )는 중국의 배우, 가수이다.

## 출연 작품
- 너를 만난 여름 (2019)
- 추혼기 (2016)
- 대호시광 (2015)
- 더 어파슬 (2013)
- 경인지월요월양 (2013)
- 엽문4: 종극일전 (2013)
- 야초매 (2010)
- 드림 홈 (2010)